# Manfred Steiner (Wirtschaftswissenschaftler)
Manfred Steiner (* 24. Dezember 1942 in Augsburg) ist ein deutscher Wirtschaftswissenschaftler.

## Leben
Nach seinem Studium der Betriebswirtschaftslehre an der Ludwig-Maximilians-Universität München von 1966 bis 1970 war Manfred Steiner von 1970 bis 1976 zunächst als persönlicher Referent des damaligen Gründungspräsidenten Louis Perridon der Universität Augsburg und dann als Wissenschaftlicher Mitarbeiter/Assistent am Lehrstuhl für Finanz- und Bankwirtschaft tätig. 1974 wurde er an der Universität Augsburg mit einer Arbeit über die Bedeutung und Implikationen von Lern- und Anpassungsprozessen für die Unternehmensrechnung zum Dr. rer. pol. promoviert. 1979 wurde er an der Universität Augsburg mit der Schrift „Ertragskraftorientierter Unternehmenskredit und Insolvenzrisiko“ habilitiert und erhielt die Lehrberechtigung (Venia legendi) für Betriebswirtschaftslehre.
Von 1979 bis 1985 war Steiner Inhaber eines Lehrstuhls für Betriebswirtschaftslehre an der Universität Bremen. Von 1985 bis 1994 Inhaber des Lehrstuhls für Finanzierung an der Westfälischen Wilhelms-Universität in Münster. Von 1994 bis zum Wintersemester 2009/10 war Steiner in Nachfolge von Louis Perridon Ordinarius für Finanz- und Bankwirtschaft an der Universität Augsburg. Seit Sommersemester 2010 ist Marco Wilkens Inhaber des Lehrstuhls für Finanz- und Bankwirtschaft.

## Wirken
Manfred Steiner gilt als Spezialist auf dem Gebiet der empirischen Kapitalmarktforschung, der institutionellen Finanzierungslehre und der Bonitätsprüfung. Steiner hat einen wesentlichen Beitrag der Weiterentwicklung einer stark institutionell geprägten Finanzierungslehre der siebziger Jahre zu einer modernen Finanzierungstheorie geleistet. Besonders bekannt wurde Steiner durch sein nun in der 17. Auflage erschienenes Lehrbuch Finanzwirtschaft der Unternehmung.

## Wissenschaftliche Mitgliedschaften und Auszeichnungen
- Mitglied des Arbeitskreises „Finanzierungsrechnung“ der Schmalenbach-Gesellschaft
- Vorsitzender der Deutschen Gesellschaft für Finanzwirtschaft (2006)
- Postbank Finance Award (2005)
- Paul-Julius Reuters-Award (2001 und 2008)
- Autoren des Jahres 2000 der Zeitschrift für Betriebswirtschaft

## Autoren und Herausgebertätigkeit
- Perridon/Steiner, Finanzwirtschaft der Unternehmung (1977–2016) in 16 Auflagen
- Steiner/Bruns, Wertpapiermanagement (1993–2007) in 9 Auflagen
- Gerke/Steiner, Handwörterbuch des Bank- und Finanzwesens, HWF, 3. Aufl., 2001